# Mapania tenuiscapa
Mapania tenuiscapa är en halvgräsart som beskrevs av Charles Baron Clarke. Mapania tenuiscapa ingår i släktet Mapania och familjen halvgräs. Inga underarter finns listade i Catalogue of Life.